# اشتون موتووا
اشتون موتووا (به انگلیسی: Ashton Mutuwa،  زادهٔ ۳۱ اکتبر ۱۹۹۷) یک کشتی‌گیر آزادکار اهل کشور نیجریه است. وی سابقه حضور در المپیک ۲۰۲۴ پاریس را دارد.  